# Jaguar R3
El Jaguar R3 fue un coche usado en la temporada 2002 de Fórmula 1 por el equipo Jaguar Racing. Los pilotos fueron Eddie Irvine y Pedro de la Rosa. Fue una temporada peor que la anterior a pesar de tener un coche bastante similar. Supuso muchos abandonos y que solo puntuase Eddie Irvine, quien solo lo hizo en algunas carreras caóticas. Al menos Jaguar consiguió su segundo y último podio, Eddie Irvine fue tercero en Monza, pero fue el piloto con más abandonos de Jaguar esa temporada, 10 y 6 de los cuales consecutivos. Pedro de la Rosa consiguió ser octavo en un par de carreras. Este mismo declaró cuando fichó como probador de McLaren F1 Team al año siguiente, que el McLaren MP4-17 tenía más tracción en mojado que el Jaguar R3 en seco. El equipo finalizó 7º en el campeonato de 2002 con 8 puntos, todos conseguidos por Irvine. Aquel año fue el último de Eddie, el cual se retiró, y de Pedro en Jaguar.

## Resultados

### Fórmula 1
(Clave) (negrita indica pole position) (cursiva indica vuelta rápida)

| Año     | Motor                                       | Neu. | N.º | Pilotos          | 1   | 2   | 3   | 4   | 5   | 6   | 7   | 8   | 9   | 10  | 11  | 12  | 13  | 14  | 15  | 16  | 17  | Puntos | Pos. |
| ------- | ------------------------------------------- | ---- | --- | ---------------- | --- | --- | --- | --- | --- | --- | --- | --- | --- | --- | --- | --- | --- | --- | --- | --- | --- | ------ | ---- |
| 2002    | Cosworth CR-3 3.0 V10 Cosworth CR-4 3.0 V10 | M    |     |                  | AUS | MYS | BRA | SMR | ESP | AUT | MON | CAN | EUR | GBR | FRA | GER | HUN | BEL | ITA | USA | JPN | 8      | 7.º  |
| 2002    | Cosworth CR-3 3.0 V10 Cosworth CR-4 3.0 V10 | M    | 16  | Eddie Irvine     | 4   | Ret | 7   | Ret | Ret | Ret | 9   | Ret | Ret | Ret | Ret | Ret | Ret | 6   | 3   | 10  | 9   | 8      | 7.º  |
| 2002    | Cosworth CR-3 3.0 V10 Cosworth CR-4 3.0 V10 | M    | 17  | Pedro de la Rosa | 8   | 10  | 8   | Ret | Ret | Ret | 10  | Ret | 11  | 11  | 9   | Ret | 13  | Ret | Ret | Ret | Ret | 8      | 7.º  |
| Fuente: |                                             |      |     |                  |     |     |     |     |     |     |     |     |     |     |     |     |     |     |     |     |     |        |      |